# Parlement polonais
Siège du parlement de Pologne (Sénat)
Siège du parlement de Pologne (Diète)
Le parlement polonais est l'organe législatif de la république de Pologne. Le parlement est bicaméral, c'est-à-dire composé de deux chambres :
- le Sénat, dit « chambre haute », qui comprend 100 sénateurs,
- la Diète, dite « chambre basse », qui compte 460 députés.

Les deux chambres siègent dans le complexe de la Diète et du Sénat à Varsovie. La Constitution polonaise ne fait pas référence au Parlement en tant qu’organe, mais uniquement à la Diète et au Sénat.
Les membres des deux chambres sont élus au suffrage direct, généralement tous les quatre ans. Pour devenir une loi, un projet de loi doit d’abord être approuvé par les deux chambres, mais la Diète peut passer outre au refus du Sénat d’adopter un projet de loi.
À certaines occasions, le président de la Diète convoque l'Assemblée nationale, session conjointe des membres des deux chambres. Il s’agit d’une assemblée essentiellement cérémonielle, qui ne se réunit qu’occasionnellement, par exemple pour assister à l’investiture du président de la République. Dans des circonstances exceptionnelles, la Constitution confère à l'Assemblée nationale de grands pouvoirs, comme celui de traduire le Président devant le Tribunal d'État (destitution). Si le parti le plus important au sein de la Diète est Droit et justice (PiS), avec 191 députés, la coalition soutenant le gouvernement est majoritaire, avec 248 sièges sur 460. Elle est également majoritaire au Sénat, depuis le « pacte sénatorial » de 2023, avec 66 sièges sur 100. Les sénateurs, députés, et président de chacune des chambres disposent de places désignées, et sont équipés de dispositifs de vote.

## Groupes parlementaires et affiliations
Après les élections, les députés et les sénateurs se regroupent au sein d'un groupe, ou siègent comme « indépendants ». Dans les deux chambres, il existe deux tailles formelles de groupes : les clubs (en polonais : kluby ; [sing.] klub), constitués d'au moins 15 députés ou 7 sénateurs, et les cercles (en polonais : koła ; [sing.] koło), constitués d'au moins 3 députés ou 3 sénateurs. La principale différence entre ces deux types de groupes parlementaires réside dans le degré de participation qui en découle à la Convention des Seniors de chaque chambre (en polonais : Konwent Seniorów), la commission qui détermine l'ordre du jour et le fonctionnement des chambres.

## Assemblée nationale
L'Assemblée nationale (en polonais : Zgromadzenie Narodowe) est le nom de la réunion de la Diète et du Sénat. Elle est dirigée par le président de la Diète (ou, s'il est absent, par celui du Sénat).
En vertu de la Constitution polonaise de 1997, l'Assemblée nationale a le pouvoir de :
- déclarer l'incapacité permanente du président de la République à exercer ses fonctions en raison de son état de santé (par un vote à la majorité d'au moins deux tiers du nombre légal des membres),
- porter un acte d'accusation contre le président devant le Tribunal d'État (à la majorité d'au moins deux tiers du nombre légal des membres, sur requête d'au moins 140 d'entre eux),
- adopter son propre règlement intérieur.

L'Assemblée nationale est également convoquée pour :
- recevoir le serment du président,
- entendre les adresses présidentielles (il peut toutefois choisir de prononcer son discours seulement devant la Diète ou le Sénat).